# Murmansk värmekraftverk

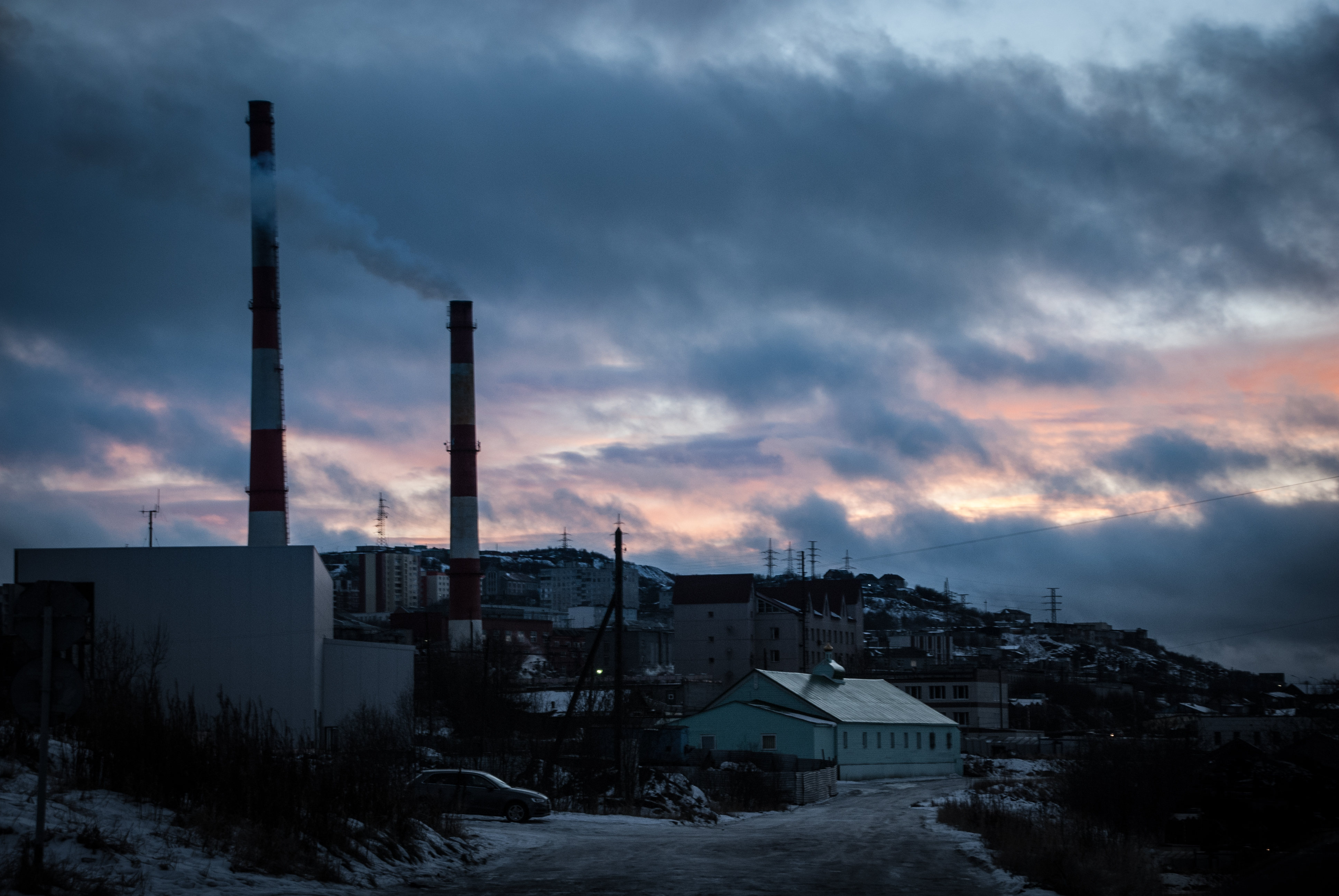

Murmansk värmekraftverk (ryska: Мурманская ТЭЦ) är ett ryskt värmekraftverk i Murmansk i Murmansk oblast, Ryssland.
Värmekraftverkets första panna togs i drift den 26 mars 1934, en andra panna tillkom 1973 och den tredje pannan togs i drift 1982. Under 1960-talet konverterade man anläggningen från kol till olja. Kraftverket täcker ungefär 75% av Murmansks fjärrvärmebehov. Man genererar även totalt 12 MW el. 
Det ägs och drivs sedan 2007 av det ryska energiföretaget TGK-1, ett dotterbolag till Kolskenergo (Kola energi).